# Edificio los Cubos
El edificio "Los Cubos" (denominado también Edificio AGF) es un edificio de Madrid (España). Ubicado en las salidas 4 y 5 de la M-30. La denominación popular responde a su diseño en forma de paralepípedos sujetos a dieciséis pilares de hormigón a la vista, técnicamente se denomina Edificio AGF por ser la financiera francesa AGF Management Limited la constructora del proyecto (Assurances Generales de France o AGF). Se diseñó en 1974 por los arquitectos franceses Michel Andrault, Pierre Parat, Aydin Guvan y Alain Capieu, y fue edificado entre 1976 y 1981 bajo la supervisión del arquitecto español Luis de la Rica.

## Propiedad
Inicialmente sede de la aseguradora francesa AGF en España, en el año 2004 pasó a ser propiedad de Allianz, empresa de seguros alemana que absorbió a la anterior. En el año 2005, la adquiere Sempreda S.L.U, que posteriormente queda absorbida en Realia Business S.A que lo pone en alquiler. A comienzos del año 2006 se convirtió en sede del Ministerio de Ciencia e Innovación de España. Desde 2011 albergó la Secretaría de Estado de Investigación, Desarrollo e Innovación.
En el año 2017, el edificio lo adquiere Tamana Servicios Empresariales, S.L.U., sociedad que se integra en el fondo británico Henderson Park, que realiza una reforma importante para dedicarlo de nuevo al alquiler. En 2023 se anuncia que la tecnológica Kyndryl estableció su sede en las primeras cuatro plantas del edificio, permaneciendo disponibles las cinco plantas superiores.

## Características
Los pilares de dos metros y medio de diámetro están visibles. Son dieciséis en total. El diseño del edificio se inspira en el arquitecto francés Yona Friedman y del Movimiento Metabolista de los japoneses en los años sesenta.